# Triptiek van Jacob en Albert Maeler
De Triptiek Laat de kinderen tot mij komen is een olieverfschilderij van de Nederlandse schilders Jacob Maeler (vader) en Albert Jacobsz. Maeler (zoon) en is in 1554 geschilderd in renaissancestijl. Het schilderij is onderdeel van de collectie van het Stedelijk Museum Kampen. Het schilderij komt uit de Kamperse school. 
Het hoofdthema van het schilderij toont het verhaal: Laat de kinderen tot mij komen uit de Bijbel. Op het linker voorpaneel wordt een pelgrim uitgebeeld, naast de apostel Paulus. Sint-Paulus is herkenbaar door het zwaard. Op het rechter voorpaneel wordt kerkvader Sint-Hiëronymus uitgebeeld achter de lessenaar. Voor hem knielt opdrachtgever Johan Evertz. van Lymberich, stichter van het weeshuis Soete-Naeme Jhesushuys aan de Boven Nieuwstraat in Kampen. Hij wordt omringd door vier weeskinderen. Van Lymberich liet dit schilderij ter nagedachtenis aan zijn ouders schilderen. Zij zijn op de achterpanelen te zien.